# 杉坂トンネル
杉坂トンネル（すぎさかトンネル）は、兵庫県佐用郡佐用町と岡山県美作市を結ぶ中国自動車道の道路トンネル。

## 概要
岡山県と兵庫県の県境に位置する。開通当初、隣の作東ICは存在せず、美作ICを利用しなければならなかった。

## 歴史
- 1975年10月16日：福崎IC - 美作ICの開通と共に供用開始。

## 隣
E2A 中国自動車道
(11)佐用IC - 杉坂トンネル - (11-1)作東IC